# Filmfestival Max Ophüls Preis 2024

Logo des Filmfestivals Max Ophüls Preis

Das 45. Filmfestival Max Ophüls Preis (FFMOP) fand vom 22. bis 28. Januar 2024 statt. Das wichtigste Nachwuchsfilmfestival für Deutschland, Österreich und die Schweiz stand unter der Leitung von Svenja Böttger und der Programmleitung von Theresa Winkler. Eröffnet wurde das Festival mit dem Film Rickerl – Musik is höchstens a Hobby von Adrian Goiginger.
Mitte Januar 2024 wurden die Namen der sechs Schauspieler bekannt, die als bester Schauspielnachwuchs nominiert sind. Diese waren Jannis Veihelmann, Jasmin Mokhtare, Joshua Bader, Maria Shtofa, Oleksandra Barstok und Willi Geitmann. Die Auszeichnung ging an Letzteren. Die Jury bestand aus dem Schauspielagenten Bradley Iyamu, der Casterin Susanne Ritter und der Produzentin Kirstin Wille. Im Rahmen der Preisverleihung am 27. Januar 2024 wurde Electric Fields von Lisa Gertsch als bester Spielfilm ausgezeichnet. Der Publikumspreis Spielfilm ging an Jenseits der blauen Grenze von Sarah Neumann, in dem auch Veihelmann und Geitmann spielen.

## Sektionen

### Bester Spielfilm
Für den Wettbewerb Spielfilm wurden 13 Produktionen aus Deutschland und der Schweiz nominiert:
- Arthur&Diana – Sara Summa
- Der Wald in mir – Sebastian Fritzsch
- Draussen brennt’s – Ella Haas
- Electric Fields – Lisa Gertsch
- Geister – Hans Henschel
- Good News – Hannes Schilling
- Gotteskinder – Frauke Lodders
- Immerhin: Die Kunst, die Kunst – Antonia Walther
- Jenseits der blauen Grenze – Sarah Neumann
- Krzyk – Losing Control – Ewa Wikiel
- Manchmal denke ich plötzlich an dich – Lynn Oona Baur
- Milchzähne –  Sophia Bösch
- Wo keine Götter sind, walten Gespenster – Bastian Gascho[4]

### Bester Dokumentarfilm
Für den Wettbewerb Dokumentarfilm wurden elf Produktionen aus Deutschland der Schweiz und Österreich nominiert:
- Antier Noche – Alberto Martín Menacho
- Berlin Utopiekadaver – Johannes Blume
- The Driven Ones – Piet Baumgartner
- Echoes from Borderland – Lara Milena Brose
- Exile Never Ends – Bahar Bektaş
- Hausnummer Null – Lilith Kugler
- Surf on, Europe! – Constantin Gross
- Unendlicher Raum – Paul Raatz
- Wie im Himmel so auf Erden –  Daria Kuschev
- Der Wunsch – Judith Beuth
- Zwischen uns Gott – Rebecca Hirneise[4]

### Bester mittellanger Film
Am Wettbewerb Mittellanger Film konnten Produktionen mit einer Länge von ca. 25–65 Minuten teilnehmen. In diesen Wettbewerb wurden elf Filme aufgenommen:
- Anna – A Tale for Tomorrow – Jonathan B. Behr
- Applaus – Julia Reiter
- Bitter – Hanieh Bozorgnia
- Damals Plötzlich Jetzt – Mo Jäger
- The French Flamingo Fucker – Leo Geisler und Louis Gering
- Gül – Lidija-Rukiye Kumpas
- I see them Bloom – Mykyta Gibalenko
- Land der Berge – Olga Kosanović
- El Mártir – Alejandro Mathé
- Söder – Raoul Bruck
- Das Zittern der Aale – Maximilian Weigl[4]

### Bester Kurzfilm
Der Wettbewerb Kurzfilm soll unter anderem innovative Tendenzen deutschsprachiger Nachwuchsregisseure fördern. Zugelassen waren Filme mit einer Länge von bis zu 25 Minuten. Insgesamt wurden 23 Kurzfilme ausgewählt.
- À Mes Côtés – Eric M. Weglehner
- Am Ende sind wir alle Gesang – Katharina Schnekenbühl
- Amygdala – Osama Hafiry
- And the Wind Weeps – Aulona Selmani
- Asche – DingDing Jiang
- Bitte.Danke.Genau – Polina Kundirenko
- Donnerstag – Maja Bresink
- Ein Teil von mir – Vivian Bausch
- Feed Your Head – Bernhard Strobel
- Gestern, ich denke an morgen – Tom Otte
- God’s Anus – Jan-David Bolt
- The Hand that Feeds – Helen Hideko
- Ich habe dich Tanzen sehn – Sarah Pech
- Il Compleanno di Enrico – Francesco Sossai
- Insomnia – Su-Jin Song
- Lange nicht gesehen – Kevin Biele
- Lass nicht los – Antonia Lindner
- Minutos – Reinaldo Pinto Almeida
- Die Räuberinnen – Isa Schieche
- The Red Sea Makes me Wanna Cry –  Faris Alrjoob
- Saigon Kiss – Hồng Anh Nguyễn
- Syncope – Linus von Stumberg
- Die Verdorbene – Niamh Sauter-Cooke[4]

## Programmreihen

### MOP-Watchlist
- Å Øve – Laurens Pérol
- Die Anhörung – Lisa Gerig
- Bis hierher und nicht weiter? – Felix Maria Bühler
- Critical Zone – Ali Ahmadzadeh
- Ein schöner Ort – Katharina Huber
- Füür Brännt – Michael Karrer
- Fossil – Henning Beckhoff
- Sultana`s Dream – Isabel Herguera
- Miss Holocaust Survivor – Radek Wegrzyn
- Touched – Claudia Rorarius[5][6]

### Tribute Christian Schwochow
Das Tribute des 45. Filmfestival Max Ophüls Preis war Christian Schwochow gewidmet. Beim Festival wurden folgende seiner Filme vorgestellt:
- Die Unsichtbare (2011)
- Paula – Mein Leben soll ein Fest sein (2016)
- Je suis Karl (2021)[7]

### Kinder- und Jugendfilmreihe
- Checker Tobi und die Reise zu den fliegenden Flüssen – Regie: Johannes Honsell
- Die Chaosschwestern und Pinguin Paul – Regie: Mike Marzuk
- Echt Friends – Regie: Koku Musebeni, Thùy Trang Nguyễn und Joya Thome
- Goldspatz – Regie: Viko Nicki
- Großer kleiner Bruder – Regie: Wiebke Becker
- Der Instant-Papa – Regie: Catrìona Lexy Chaimbeul
- Morgen irgendwo am Meer – Regie: Patrick Büchting
- Neue Geschichten vom Franz – Regie: Johannes Schmid
- Der Pups-Weltmeister – Regie: Anek Swasdiyodom[8]

## Sonderprogramm

### Gastprogramm Bundesfestival junger Film
- Erich, 37, sucht Wohnung – Regie: Julia von dem Berge
- Granica – Regie: Joshua Neubert
- Heimweh – Regie: Maja Bresink
- Stier – Regie: Tim Oppermann
- Stille Wasser – Regie: Kevin Koch[9]

## Auszeichnungen
Beim Festival 2024 wurden Max Ophüls Preise in 18 Kategorien und Preisgelder in Höhe von 118.500 Euro an die Wettbewerbsteilnehmer vergeben. Die Preisverleihung fand am 27. Januar 2024 im E-Werk in Saarbrücken statt.

### Wettbewerb Spielfilm
- Max Ophüls Preis: Bester Spielfilm (Dotierung: 36.000 Euro) – Electric Fields – Regie: Lisa Gertsch
- Max Ophüls Preis: Beste Regie (Filmpreis der saarländischen Ministerpräsidentin, dotiert mit 5.500 Euro) – Sara Summa (Arthur&Diana)
- Max Ophüls Preis: Fritz-Raff-Drehbuchpreis (Dotierung: 13.000 Euro) – Lisa Gertsch (Electric Fields)
- Max Ophüls Preis: Publikumspreis Spielfilm (Dotierung: 5.000 Euro) – Jenseits der blauen Grenze – Regie: Sarah Neumann
- Max Ophüls Preis für den gesellschaftlich relevanten Film (gestiftet von der Bundeszentrale für politische Bildung und Deutschlandfunk Kultur, Dotierung: 5.000 Euro) – Good News – Regie: Hannes Schilling
- Max Ophüls Preis: Preis der Jugendjury (gestiftet von der Bundeszentrale für politische Bildung und Landeszentrale für politische Bildung des Saarlandes, Dotierung: 2.500 Euro) – Gotteskinder – Regie: Frauke Lodders
- Preis der Ökumenischen Jury (Dotierung: 2.500 Euro) – Jenseits der blauen Grenze – Regie: Sarah Neumann
- Max Ophüls Preis: Preis der Filmkritik (undotiert) – Electric Fields – Regie: Lisa Gertsch

### Wettbewerb Dokumentarfilm
- Max Ophüls Preis: Bester Dokumentarfilm (Dotierung: 7.500 Euro) – Echoes from Borderland – Regie: Lara Milena Brose
- Max Ophüls Preis: Beste Musik in einem Dokumentarfilm (Dotierung: 5.000 Euro) – Johannes Blume & Markus Hossack (Berlin Utopiekadaver)
- Max Ophüls Preis: Publikumspreis Dokumentarfilm (Dotierung: 5.000 Euro) – Der Wunsch – Regie: Judith Beuth
- Max Ophüls Preis: Preis der Filmkritik (undotiert) – Exile Never Ends – Regie: Bahar Bektaş

### Wettbewerb Mittellanger Film
- Max Ophüls Preis: Bester Mittellanger Film (Dotierung: 5.000 Euro) – Land der Berge – Regie:  Olga Kosanović
- Max Ophüls Preis: Publikumspreis Bester Mittellanger Film (Dotierung: 5.000 Euro) – Land der Berge – Regie: Olga Kosanović

### Wettbewerb Kurzfilm
- Max Ophüls Preis: Bester Kurzfilm (Dotierung: 5.000 Euro) – Die Räuberinnen – Regie: Isa Schieche
- Max Ophüls Preis: Publikumspreis Bester Kurzfilm (Dotierung: 5.000 Euro) – Syncope – Regie: Linus von Stumberg

### Bester Schauspielnachwuchs
Willi Geitmann – Hauptrolle in Jenseits der blauen Grenze – Wettbewerb Spielfilm
und
Joshua Bader – Hauptrolle in Söder – Wettbewerb Mittellanger Film
Nominiert waren zudem:
- Jannis Veihelmann – Hauptrolle in Jenseits der blauen Grenze – Wettbewerb Spielfilm
- Jasmin Mokhtare – Hauptrolle in Bitter – Wettbewerb Mittellanger Film
- Maria Shtofa – Hauptrolle in I See Them Bloom – Wettbewerb Mittellanger Film
- Oleksandra Barstok – Hauptrolle in I See Them Bloom – Wettbewerb Mittellanger Film